# João de Deus Ramalho
João de Deus Ramalho SJ (chinesisch traditionelles Chinesisch: 罗若望,  vereinfachtes Chinesisch: 罗若望,  Pinyin: Luo Ruowang; * 2. Januar 1890 in São Vicente da Beira, Königreich Portugal; † 26. Februar 1958 in Vilar do Paraíso, Portugal) war ein portugiesischer Jesuitenmissionar.

## Leben
Ramalho besuchte die Grundschule in seiner Heimatstadt und ging dann auf das Jesuitengymnasium in Guimarães. Am 7. September 1906 trat er in den Jesuitenorden ein. 1910 wurde er mit Mitbrüdern in Caias verhaftet. Im November 1910 segelte er nach Gibraltar und kam dann nach Exaten in den Niederlanden. Dort studierte er 1911 Rhetorik. Ende des Jahres begann er mit einem dreijährigen Philosophiestudium in Jersey. Dieses wurde durch ein Jahr am Hospital der Barmherzigen Brüder vom hl. Johannes von Gott in Paris unterbrochen. Dort erlernte er die praktische Krankenpflege.
Von Paris ging er nach Davos in der Schweiz, wo er von 1914 bis 1915 blieb und in den Ersten Weltkrieg verwickelt wurde. Anfang 1915 ging er nach Bolengo, Italien, wo er ein Jahr am Französischen Kolleg der Jesuitenprovinz Lyon lehrte.
Danach ging er nach Genf, wo er im September 1916 einen Kurs in physiologischer und pathologischer Krankenpflege begann. Die während eines Jahres an der Universität Genf erlernte Theorie zusammen mit der am Hospital der Barmherzigen Brüder erworbenen Praxis rüstete ihn für die Praxis aus, die er in Zhaoqing (肇庆, Shiu-hing) unterhielt. Danach ging er nach Turin. Dort sagte ihm ein Spezialist, dass es zu seiner Heilung notwendig sei, alle Ganglien im Kopf zu entfernen. Nach drei Tagen an der Grotte von Lourdes war er geheilt.
Anschließend unterrichtete er am Colégio del Sagrado Corazón de Pláceres de Pontevedra in León, La Guardia in Spanien und Hermani.
Von 1918 bis 1921 studierte er Theologie in Oña. Dort wurde er am 28. Juli 1921 zum Subdiakon, am Tag darauf zum Diakon und am 30. Juli 1921 zum Priester geweiht. Am 31. Juli 1921, dem Fest des Hl. Ignatius, feierte er in der Privatkapelle von Oña seine erste Heilige Messe.
Von 1922 bis 1923 studierte er Mystische Theologie in Paray-le-Monial.
Am 14. Dezember 1923 segelte er von Marseille Richtung China ab. Am 17. Januar 1924 kam er in Hongkong und am 22. Januar in Zhaoqing (肇庆, Shiu-hing) an. Am 14. März 1924 brach er mit José da Costa Nunes, dem Bischof von Macau, nach Portugiesisch-Timor auf.
Nachdem er Chinesisch gelernt hatte, wurde er 1926 in den Bezirk Zhaoqing versetzt, wo er am 22. Dezember 1926 eintraf. Im Januar 1925 gründete er die Monatszeitschrift Echoes from Shiu-hing’s Mission. Am 13. Juli 1940 wurde er zum Superior und Generalvikar der Zhaoqing-Mission ernannt.
Am 24. September 1942 ernannte Papst Pius XII. ihn zum Bischof von Macau. Am 13. Dezember 1942 weihte Frederick Anthony Donaghy MM, Apostolischer Vikar von Wuchow, ihn in Shui-hang zum Bischof. Mitkonsekrator war Adolph John Pschang MM, Apostolischer Vikar von Kongmoon.
Am 9. Dezember 1953 nahm Papst Pius XII. seinen Amtrücktritt an und ernannte ihn zum Titularbischof von Philadelphia in Lydia. Am 9. Januar 1954 teilte er den Mitgliedern des Kapitels der Kathedrale von Macau mit, dass der Heilige Stuhl den von ihm erbetenen Rücktritt angenommen habe und er die Diözese als Apostolischer Administrator bis zum Amtsantritt eines Nachfolgers leiten werde.